# Нікчемне рішення
Нікчемне рішення (англ. Solution Unsatisfactory) — науково-фантастична повість Роберта Гайнлайна. Опублікована журналом «Astounding Science Fiction» в травні 1941. Включена до збірки «Світи Роберта Гайнлайна» (1966).
Описує зусилля США по створенню ядерної зброї для припинення поточної Другої світової війни і як наслідок побудови антиутопії для всіх народів світу.

## Сюжет
Оповідач Джон Дефріс є керівником передвиборчої кампанії Клайда К. Меннінга, конгресмена та військового ветерана, звільненого в запас через хворобу серця. Дефріс вибрав конгресмена, оскільки той був «ліберальним, але жорстким», щоб отримати підтримку консерваторів. У 1941 році Меннінга повертають на військову службу в званні полковника і він бере Дефріса своїм ад'ютантом. Його назначають очільником секретного надважливого проекту з необмеженим фінансуванням, по розробці ядерної зброї, який має випередити аналогічні розробки нацистів. Проект поволі розвивався до 1944 року. В Другій світовій війні настала тупикова ситуація; англійці та німці продовжують бомбардувати міста один одного, тоді як Сполучені Штати, Радянський Союз (перейменований в «Євразійський Союз») та Японія залишаються поза увагою.
Меннінг дізнається про загибель риби в Чесапікській затоці, куди скидають побічні продукти досліджень доктора Естель Карст із отримання штучних радіоактивних матеріалів. Вона була колись асистентом Отто Хана, першого вченого, який описав індукований поділ ядра урану, і втік з Німеччини від погромів. Карст працює над радіоактивними матеріалами для медичного застосування, але Меннінг бачить потенціал виготовлення радіологічної зброї. Попри заперечення Карст, до різдва 1944 року Сполучені Штати володіють майже 10 тисячами «одиниць» радіоактивного пилу, «одиниця» визначається як кількість достатня для знищення тисячі людей при міській густоті населення; достатньо, щоб вбити все населення великого міста, такого, як Берлін.
Меннінг спочатку серйозно розглядає варіант, в якому усі люди, яким відомо про таємну зброю, включаючи його самого, будуть знищені разом зі всіма записами. Але відкидає його, оскільки їхні дослідження досить легко повторити в любій лабораторії при доступі до уранової руди. Замість цього Меннінг в 1945 році переконує Президента США використати пил проти Німеччини. Оскільки Америка офіційно не перебуває у стані війни, американці надають певну кількість пилу Великій Британії, за згоду британців визнати повне панування США у післявоєнному світі.
Американці попереджають німців, демонструючи, як пил діє на стадо великої рогатої худоби, поширюючи листівки над Німеччиною, і Президент особисто розмовляє з фюрером, але німці відмовляються здаватися. Бомбардувальники RAF розсіюють пил над Берліном не залишаючи живих. Нацистський режим руйнується і новий уряд підписує капітуляцію. Карст, відчуваючи власну вину, скоює самогубство, піддаючи себе дії пилу.
Меннінг попереджає Уряд про велику небезпеку нової ситуації, вводячи концепції: ядерна гонка озброєнь, взаємне гарантоване знищення та зворотній ядерний удар. Він переконує Президента та Уряд, що єдиним рішенням є скористатися американською ядерною монополією поки вона ще існує. Будь-яка інша країна, така як Євразійський союз, може створити такий пил і бомбардувати Сполучені Штати вже через декілька тижнів. Ще, знаючи процедуру Конгресу, Меннінг переконує Президента, що немає часу отримати згоду Конгресу і що Конституція повинна бути порушена в цьому питанні.
Сполучені Штати декларують «Проголошення миру», який, по суті, вимагає негайної та беззастережної капітуляції решти світу. Всі інші держави зобов'язані знешкодити і передати цивільні та військові літаки, які в змозі перелетіти океан, оскільки будь-який літак може поширювати пил. Заборона комерційних авіапідприємств застосовується також і США; армія зобов'язується керувати роботою всіх інших літаків, польоти яких не можна відмінити для забезпечення життєдіяльності країни. Більшість країн погоджується.
Євразійці, які вже встигли виготовити пил самостійно, як і попереджав Меннінг, здійснюють підступний напад. США перемагає в «Чотириденній війні» багато в чому завдяки Меннінгу, який влаштував так, що Конгрес та Президент перебували в цей небезпечний період поза Вашингтоном в малонаселених штатах, а також фальшивими чутками про чуму, щоб звільнити Нью-Йорк; проте 800 тис. чоловік загинули тільки в Мангеттені. Документи євразійський вчених повністю підтверджують правоту неконституційної політики Меннінга; в разі очікування схвалення Конгресу, США програли б війну.
Меннінг стає пожиттєвим головою нового «Патруля Миру», що володіє всесвітньою монополією на радіоактивний пил і літаки, які можуть доставити його. Він відкриває школи для виховання курсантів патруля будь-якої раси, кольору шкіри або національності. Вони будуть патрулювати небо і «охороняти мир» будь-якої країни, але у свою власну країну їм буде заборонено повертатися до закінчення терміну їх служби; «цілеспрямовано обрана група яничарів, з зобов'язаннями тільки перед Комісією та людством, та згуртована esprit de corps.»
Меннінг не встигає завершити свої плани щодо Патруля. У 1951 році президент гине в авіакатастрофі; його ізоляціоністський наступник вимагає відставки Меннінга і розпуску Патруля. Під час аудієнції Меннінга у президента, літаки, завантажені радіоактивним пилом і пілотовані неамериканцями, піднімаються над Вашингтоном. Меннінг не боїться смерті у своїй боротьбі з примусу США до «всесвітнього миру» тими ж методами, що застосовувались до інших країн.
Він виграє протистояння і стає беззаперечним військовим диктатором світу. Дефріс (який повільно вмирає від радіаційного отруєння) сумнівається в тому, що Меннінг, якого зараз ненавидить весь світ, зможе добитися, щоб Патруль став самодостатним і надійним. Невідомо, як довго ще Меннінг проживе, враховуючи його слабке серце. Оповідач робить висновок: «Я особисто не можу бути щасливим у світі, де будь-яка людина або група людей має силу смерті над вами і мною, нашими сусідами, кожною людиною, твариною та живою істотою. Мені не подобається, щоб хтось мав таку владу. І Меннінгу теж.»

## Зв'язок з іншими творами Гайнлайна
- В цьому творі вперше згадується «Патруль». Про який написані твори «Тривала вахта» (1949) та роман для підлітків «Космічний кадет» (1948).